# V452 Scuti

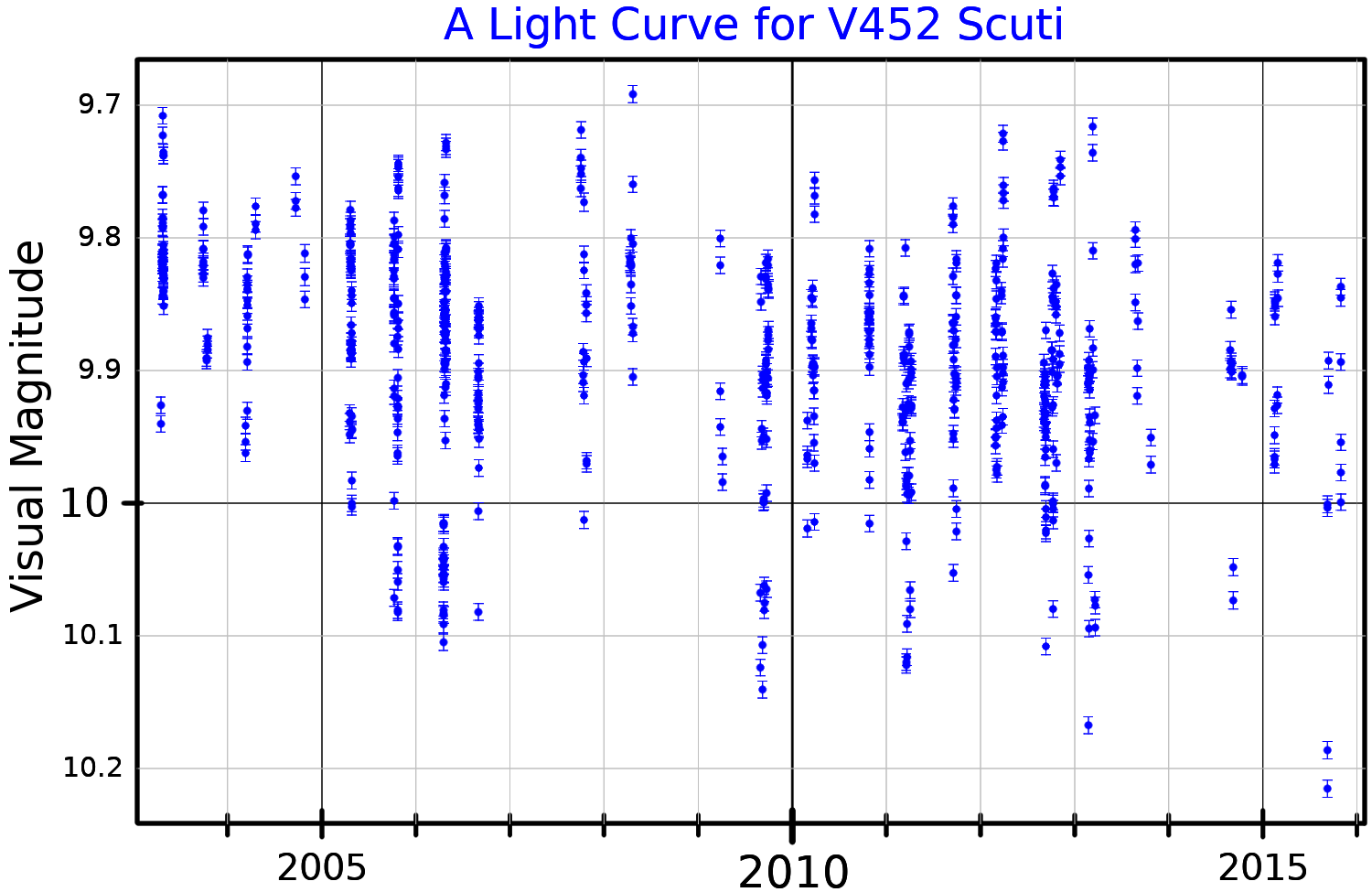
Curva de luz de V452 Scuti

V452 Scuti, también conocida cómo AS 314, es una estrella hipergigante y posible Variable azul luminosa ubicada en la constelación del Escudo. Presenta una magnitud aparente de 10,01 y es visible con telescopios pequeños.

## Características
Se halla a una distancia estimada de aproximadamente 10 kiloparsecs (32 600 años luz), es 160 000 veces más brillante que el Sol, 200 veces mayor, y en el momento de su formación tenía 20 veces la masa del Sol. Está perdiendo masa a través de un potente viento estelar a razón de una masa solar cada 50 000 años.
Tiene un exceso de brillo en el infrarrojo, lo que sugiere que está envuelta en una capa de polvo que pudo emitir en un estallido pasado cómo variable azul luminosa; sin embargo, no es clasificada cómo ese tipo de estrella sino cómo una candidata a serlo pese a que su posición en el diagrama de Hertzsprung-Russell sea cercana a las ocupadas por las variables luminosas azules.